# Emil Domscheidt
Emil Domscheidt (* 1. April 1899; † unbekannt) war ein deutscher Fußballspieler.

## Karriere
Herthas langjähriger rechter Verteidiger bildete gemeinsam mit dem Berliner Urgestein Max Fischer von 1923 an ein Abwehrgespann, das mittels der damals noch nicht sehr verbreiteten Abseitsfalle die gegnerischen Stürmer des Öfteren in ebendiese tappen ließ. In den Jahren 1926 bis 1929 spielte er jeweils im Finale um die Deutsche Meisterschaft, welches allerdings jedes Jahr aufs Neue verloren ging. Als Hertha 1930 Deutscher Meister wurde, durfte Domscheidt aufgrund einer Sperre aus dem Vorjahr als erster Spieler überhaupt nicht an der Endrunde teilnehmen.
In der ebenfalls als Meister abgeschlossenen Endrunde 1931 spielte dann erneut der jüngere Rudolf Wilhelm, der Domscheidt mittlerweile den Rang als Stammspieler abgelaufen hatte. Insgesamt absolvierte Domscheidt 20 Spiele in Endrunden um die Deutsche Meisterschaft.

## Erfolge
- Deutscher Meister 1930, 1931